# Квартирант (фільм, 1927)
«Квартирант» (англ. The Lodger: A Story of the London Fog; альтернативна назва — The Case of Jonathan Drew) — німий фільм режисера Альфреда Гічкока, знятий в 1927 році. Сценарій написаний за однойменним романом Марі Беллок Лаундес «Хто він?» (англ. Who Is He?). Фільм озвучений в 1999 році композитором Ешлі Ірвіном.

## Сюжет
У Лондоні з'явився новий серійний вбивця, що нападає вночі на молодих блондинок і залишає на місці злочину клаптики паперу з підписом «Месник». В той час, як все місто схвильоване цими подіями, в одному з будинків з'являється чоловік з ознаками нервового розладу і винаймає там кімнату. Власники будинку, їх дочка Дейзі і її коханий Джо, поліцейський, який розслідує серію вбивств, звертають увагу на дивну поведінку нового мешканця…

## У ролях
- Айвор Новело — квартирант
- Джун Тріпп — Дейзі Бантінг, дочка домовласниці
- Марі Олт — домовласниця
- Артур Чесні — чоловік домовласниці
- Малкольм Кін — Джо, поліцейсткий детектив
- Реджинальд Гардінер — танцюрист на балу (в титрах не вказаний)
- Ів Грей — жертва (в титрах не вказана)
- Альфред Гічкок — чоловік з газетою (в титрах не вказаний)
- Альма Ревілль — жінка біля радіоприймача (в титрах не вказана)

## Цікаві факти
- Перше камео Альфреда Гічкока (сидить за столом у редакції газети).
- Дебютна роль актора Реджинальда Гардінера.
- За словами Гічкока в його інтерв'ю Франсуа Трюффо, «Айвор Новело, виконавець головної ролі, був в Англії кумиром дитячих ранків», і задум режисера міг не вдатися «тому, що амплуа виконавця не дозволяло йому зобразити лиходія».